# الصدیره
الصدیره (به عربی: الصدیرة) یک منطقهٔ مسکونی در عربستان سعودی است که در استان مدینه واقع شده‌است.